# 高美醫護管理專科學校
高美醫護管理專科學校是一間位於臺灣高雄市美濃區的護理專科學校，曾有4個學科，已於2018年8月1日停止招生。

## 沿革
- 1968年，美德高中成立。
- 1970年，更名為高雄縣私立復興綜合高級中學。
- 1977年，改制為高雄縣私立復興高級工商職業學校。
- 1993年，更名為高美高級護理工業職業學校。
- 2003年，升格為高美醫護管理專科學校。
- 2018年8月1日，中華民國教育部宣布停辦，原在校生將協助轉學至鄰近學校，後續學籍相關資料申請由國立雲林科技大學接手，是臺灣教育史上第四間停辦的大專院校。[1][2]
- 2021年8月，由於未在法定的停辦後3年內改辦完成，教育部預計協助將校產4億元充公，未來校產依法歸地方政府所有，可能將成為台灣第1所校產轉為公有的私立學校[3]
- 2023年8月，高美醫專校舍遭到法拍，但15日首拍以流標收場。[4]
- 2024年1月已荒廢，美濃區合和里長林作松和美濃區長謝鶴琳提議轉型為長照設施，而高雄市議員林義迪則提議部分校舍改建成遊客中心或旅館。[5]

## 歷任校長
1. 史進得
2. 李光大
3. 賴顯松
4. 葉榮椿
5. 陳楷翔

## 教學單位
| 教學單位 | 護理科         | 資訊管理科 |
| 教學單位 | 長青事業服務科 | 餐飲管理科 |

## 交通
公車(高雄市公車)：高美醫專:  8025[六龜－高雄車站](六龜-高美醫專-美濃-旗山-文藻外語大學-高雄車站)，高雄客運行駛。

## 外部連結
- 高美醫護管理專科學校
- 臺灣大專院校退場
- 大專校院校務資訊公開平台 （页面存档备份，存于）